# Васил Джорлев
Васил Джорлев (на гръцки: Βασίλειος Τσορλίνης, Василиос Цорлинис) е гъркомански революционер, деец на Гръцката въоръжена пропаганда в Македония от началото на XX век.

## Биография
Васил Джорлев е роден в Гевгели, тогава в Османската империя, в богато семейството. Присъединява се към Гръцката въоръжена пропаганда в района и действа като агент от втори ред.
Името му носи улица в Солун.
Синът му Христофор Джорлев е политик.